# Frank Stokes
Frank Stokes (Whitehaven, Tennessee, 1888. január 1. – Memphis, Tennessee, 1955. szeptember 12.)  afroamerikai bluesénekes, dalszerző és gitáros. Sok zenekutató szerint tőle eredeztethető a Memphis blues gitárstílus.

## Élete
Frank Stokes Whitehavenben, Shelby megyében született (Tennessee állam), a Mississippi vonalától kissé északra (a pontos születési hely bizonytalan). Szülei halála után mostohaapja nevelte Tutwilerben (Mississippi állam).  Stokes itt tanult meg gitározni gyermekkorában, majd 1895 után Hernandóban, ahol olyan afro-amerikai gitárosok éltek, mint Jim Jackson, Dan Sane, Elijah Avery (a Cannon's Jug Stompers-ből) és Robert Wilkins. A századforduló táján, amikor 12 éves volt, kovácsként dolgozott. Hétvégenként a 30 km-re lévő Memphisbe gyalogolt, ahol Dan Sane-nel együtt énekelt és gitározott az utcán. Hosszú ideig tartó zenei barátság alakult ki köztük.
Az 1910-es évek közepe táján kétszemélyes társulatot képeztek Garfield Akersszel, és mint énekes, táncos, komikus léptek fel vásárokon a déli államokban. Az előadások során Stokes tapasztalatokat szerzett a szórakoztatóiparban, ami később megkülönböztette őt a „vidékiesebb”, kevésbé képzett zenészektől. Stokes előadása nagyban befolyásolta Jimmie Rodgers western- és country-zenészt, aki dalokat és dalrészleteket vett át Stokestól.
1920 körül Stokes letelepedett Oakville-ben (Tennessee állam), ahol újból a kovácsmesterséget folytatta. Majd újból összeállt Sane-nel, akivel szalonokban, de piknikeken is felléptek. Stokes és Sane csatlakoztak a Jack Kelly által vezetett Jug Busters zenekarhoz, hogy fehérek által látogatott klubokban is fel tudjanak lépni.  
Első hangfelvételeik 1927 augusztusában készültek a Paramount Recordsnál „Beale Street Sheiks” néven. Stokes összességében 38 olyan számot játszott, amit a Paramount vagy a Victor Records rögzített. „A Stokes és Sane közötti folyamatosan szövődő gitárjáték, az élénk ritmus, a szellemes szöveg és Stokes sztentori hangja ellenállhatatlanná tették őket.” Kettősük stílusa hatással volt a fiatal Memphis Minnie és férje, Kansas Joe McCoy közötti duó stílusára. 
A „Sheiks” következő felvétele a Victor Recordsnál volt, 1928 februárjában, amikor a hangsúly a blues felé tolódott és kevésbé a régi számok felé. Ugyanaz év augusztusában a Victornál Stokes az I Got Mine számát énekelte, egy blues-korszak előtti dalt, amiben szerencsejátékról, lopásról és nagy életről van szó. Felvették a sokkal modernebb Nehi Mamma Blues-t is, ami viccet csinált a „Nehi” nevű üdítőitalból és az akkoriban divatossá váló, térdig érő szoknyából. Sane a második napon kapcsolódott be a felvételekbe, ekkor vették fel kétféle változatban a Tain't Nobody's Business If I Do  című számot, amit később Bessie Smith és Jimmy Witherspoon is énekelt. A „Sheiks” mindeközben folytatta az utcai zenélést, és partikon is felléptek.
1929-ben újabb felvétel készült Stokesszal és Sane-nel a Paramountnál, amikor Beale Street Sheiks számaikat adták elő. Szeptemberben a Victornál készült felvétel, ezúttal Sane nélkül. Stokes partnere Will Batts hegedűs volt. A zene hagyományos, ugyanakkor eredeti volt, de a közönség ekkor már inkább a blues felé hajlott. Stokes az 1930-as és 1940-es években vándorzenészekkel járta az országot, köztük a „Ringling Brothers” cirkusszal is.
Az 1940-es években Clarksdale-be költözött, és időnként fellépett Bukka White-tal különféle lebujokban.
Agyvérzésben halt meg Memphisben, 1955. szeptember 12-én. Ugyanott van eltemetve, a Hollywood Cemetery-ben.

## Stokes dalai
- "Ain't Goin' to Do Like I Used to Do"
- "Beale Town Bound"
- "Bedtime Blues"
- "Blues in "D""
- "Chicken You Can Roost Behind the Moon"
- "Downtown Blues"
- "Fillin' in Blues"
- "Frank Stokes' Dream"
- "Half Cup of Tea"
- "How Long"
- "Hunting Blues"
- "I Got Mine"
- "I'm Going Away Blues"
- "It Won't Be Long Now"
- "It's A Good Thing"
- "Jazzin' the Blues"
- "Jumpin On The Hill"
- "Last Go Round"
- "Memphis Rounders Blues"
- "Mistreatin' Blues"
- "Mr. Crump Don't Like It"
- "Nehi Mama"
- "Old Sometime Blues"
- "Right Now Blues"
- "Rockin' on the Hill Blues"
- "South Memphis Blues"
- "Sweet to Mama"
- "Ain't Nobody's Business If I Do"
- "Take Me Back"
- "Wasn't That Doggin' Me"
- "What's The Matter Blues"
- "You Shall"